# Sony Ericsson W810
El W810 (Disponible como W810i y W810c) es un teléfono móvil fabricado por Sony Ericsson y es el sucesor del W800.

## Características
El W810 fue anunciado el 4 de enero de 2006 y es parte de la serie de teléfonos móviles Walkman de Sony Ericsson. Pese a parecerse al W800, el W810 consta de grandes mejoras:
Cuatro frecuencias GSM(850, 900, 1800 y 1900 MHz)
Transferencia de alta velocidad EDGE
Una pantalla ligeramente mejorada
Una ligera mejoría de la duración de la batería
Algunas otras características son la función completa de conexión a Internet, cámara digital de 2 megapíxeles con auto-focus, auriculares estéreo HPM-70, Memory Stick Pro Duo , y un modo "Walkman" donde las funciones de teléfono celular son desactivadas, prolongando la vida de la batería así como de esta forma el teléfono puede ser usado únicamente para escuchar música pudiéndolo usar en lugares donde los teléfonos móviles no son permitidos, como en los hospitales o aviones. El teléfono puede reproducir archivos en formatos MP3 y AAC así como MP4 y 3GP para vídeo.
Posee editor de vídeos 3gp, así como también editor de imágenes (extensión jpg). Fue muy popular durante varios años, incluso cuando su producción fue descontinuada, gracias a que comparativamente tuvo mejores características que otros modelos posteriores como el W610 o W200, manteniedose dentro de la gama más alta producida por Sony Ericsson durante el periodo 2006-2009.

## Modding
El modding de este teléfono móvil (gratis) es muy popular y tiene varias opciones:
- Drivers de Cámara mejorados.
- Desbloqueo de menús flash y desbloqueo de la compañía
- Perfiles HID de Bluetooth adicionales
- Drivers de sonido mejorados
- Modificación directa en el firmware por medio de parches
- drivers de display mejorados
- layout p/modificar tamaño de letra y la posibilidad de eliminar el logo de operador

## Exterior

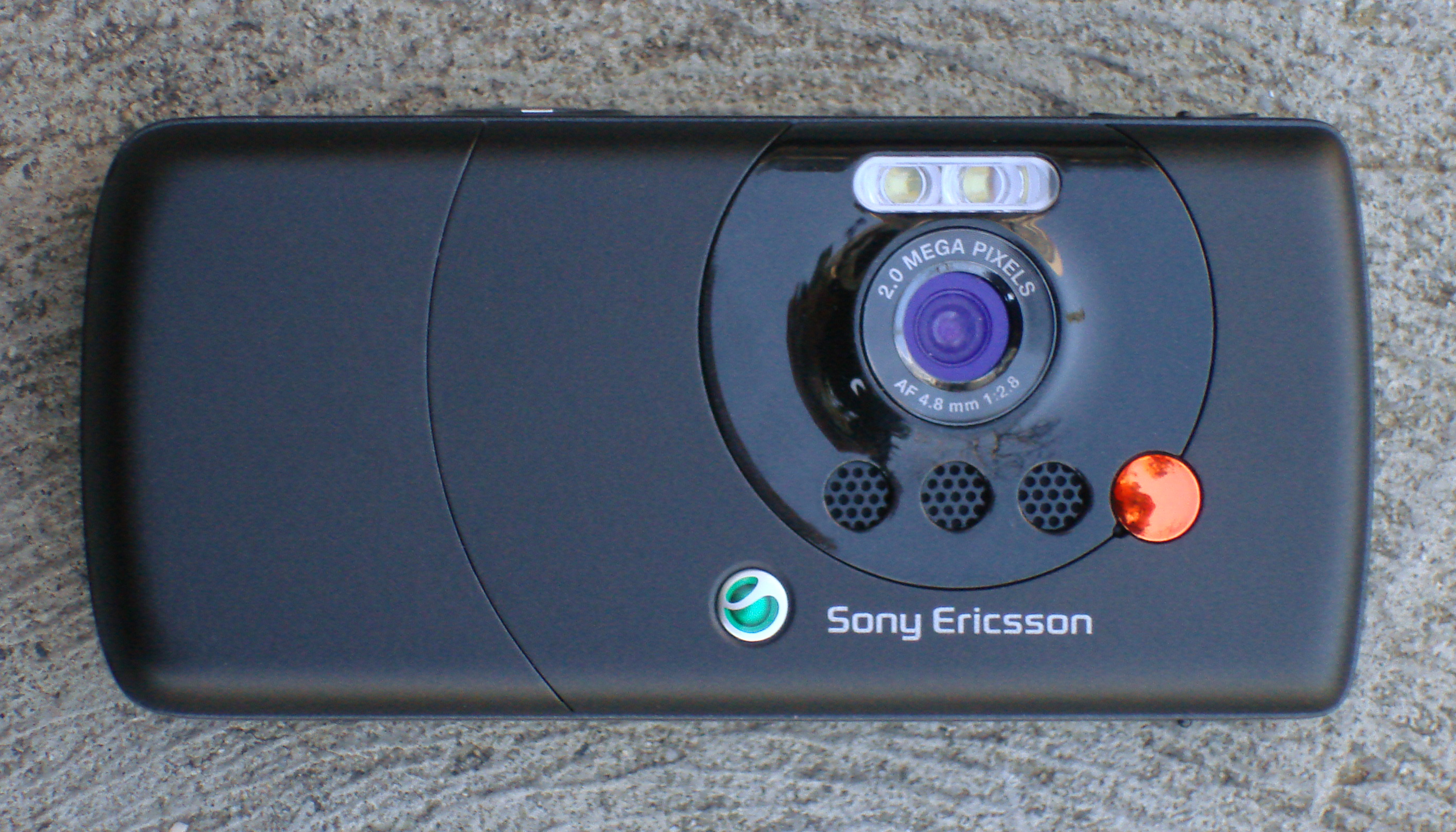
Carcasa trasera Sony Ericsson W810i.

Los cambios con respecto a su predecesor del W800 son mínimos, pero el más notable es la ausencia del clásico joystick que se encuentra en la mayoría de los teléfonos de Sony Ericsson desde el modelo T68i, así como la incorporación de temas Flash. Éste ha sido reemplazado por un D-pad diseñado para mejorar el uso mientras se escucha música. El color de la carcasa ha sido cambiado de forma que el color naranja quemado y color crema fueron cambiados por Negro Satinado y la cubierta deslizante protectora de la cámara fue retirada. Sin embargo, la carcasa trasera K750i o un W800i (ambos con cubierta deslizante) puede cambiarse por la original, pese a ello la cubierta deslizante del K750i y el W800i tienen por hardware un sensor que en caso tener la cubierta abierta, activa la cámara de manera automática.

## Variantes
- Sony Ericsson W810c para la versión lanzada en China
- Sony Ericsson W810i para la versión internacional (África, Américas, Asia, Australia y Europa)